# 蔡旨禪
蔡旨禪（1900年4月28日—1958年4月21日），本名罔甘，道號明慧，臺灣澎湖人。為活躍於日治時期的女性漢文詩人、澎湖有史以來首位女性漢文先生，為一名虔誠的佛教與先天道信徒。她於大正十二年（1923）至昭和十年（1935）年間，積極從事擊缽徵詩、齋堂教師以及作品發表等。其事蹟屢屢刊登在《臺南新報》、《臺灣日日新報》、《詩報》、《藻香文藝》以及《南瀛佛教》等報章雜誌，更名列於《澎湖縣志》、《新竹市志》與《文化志》等地方志當中。

## 生平

### 誕生傳說
蔡旨禪的父母分別為蔡梗與蔡黃招，夫妻倆以花生油、釀製醬料為業，但由於多年之後仍無子嗣，因而收養一子蔡陣（又名蔡朝陣，曾捐款予鼎灣開帝殿）。至於蔡旨禪本人的出世，於《澎湖縣志》中有著如下所引述之極具宗教色彩的記載：
蔡旨禪，諱罔甘，道號明慧，澎湖縣馬公鎮長安里人。父名梗，母黃氏招，禱於觀世音菩薩而孕生，賦性貞淑，天資聰穎，自幼與群兒異，或繡鳳或塗鴉，不事嬉遊，九歲則長齋繡佛。
 — 《澎湖縣志 · 人物志》
九歲時的蔡旨禪便已下定決心「長齋繡佛」，並且於其詩作〈誓志〉中更闡發了自己欲盡孝道以及忠貞不嫁的決心。當時臺北名士葉友石亦撰詩相贈，以彰顯其孝行，傳為美談。

### 求學歷程
西元1923年，蔡旨禪成為陳錫如的門下學生。蒙陳氏收錄門下，蔡旨禪撰詩、詞各一表達心中喜悅。在名師的栽培指導之下，蔡旨禪於1924年開始參與西瀛吟社的徵詩，立刻以〈澎湖文石〉一詩拔得頭籌、獲得肯定（見本條目作品賞析）；詩壇出現巾幗女才，當時消息曾刊載於《臺灣日日新報》，而同樣身為澎湖人的顏其碩也曾撰詩三首讚譽她的此般事蹟。除了寫詩作賦之外，蔡旨禪亦憑藉自身的才華，努力習得了「書畫」的技藝，並且曾於一新會二周年的祝賀宴會上，展示自己的書畫作品。然而，蔡旨禪欲更上層樓，因此請託林獻堂幫忙選擇前往深造的中國的美術學校；林獻堂則建議她先跟隨新竹香山的陳進學習繪畫，再前往深造、接受專業的訓練。在霧峰林家的資助下，蔡旨禪於西元1934年5月20日前往廈門美術學校就讀。獨自離鄉背井，蔡旨禪亦寫有數首詩作，紀錄留學中國的點點滴滴。其中，臺語與廈門話同屬閩南語的分支，兩者在語法、語彙以及腔調上都極度地相似，使得蔡旨禪不由得於其詩作中闡發了面對「鄉音」的澎派心境。

### 授業生涯

#### 澎湖澄源堂
1924年4月起，蔡旨禪開始於澎湖澄源堂從事漢文塾師的工作，成為澎湖百年以來首位女性漢文先生。《臺南新報》第7963號「澎湖信通」欄刊有其〈巾幗設帳〉的新聞消息：
馬公街西町澄源齋堂。蔡氏旨禪，自幼長齋繡佛，係陳錫如是高足女弟子。工畫能文而書法猶為勁秀，彼郡人士多有持扇奉箋，託人求其書寫者。本月設帳於澄源齋堂，教授漢文。女生及門受業者，計十餘人。該氏每日午後二時必至留鴻軒聽講，四時方面堂授課。故湖海老人，調贈一聯云：「進作留鴻軒弟子，退為澄源堂先生。」蓋紀實也，澎湖百年來，以巾幗為漢文先生者，當以此為嚆矢。
 — 《臺南新報》第7963號，大正13年(1924)4月23日，「澎湖信通」，〈巾幗設帳〉。
蔡旨禪一方面至留鴻軒聽講學習，另一方面又於澄源堂設帳開課；她也在此時參與了詩社的交際活動，結交文人雅士、相互切磋琢磨，其知名度也逐漸傳至本島。當時《臺灣日日新報》將其與高雄的蔡月華以及王淑寬並稱讚譽為「工韻語，品端莊」。蔡旨禪因此於不久後受聘至本島繼續擔任塾師。

#### 彰化平權軒
在澄源堂設帳教導漢文七個餘月後，蔡旨禪受聘並協同父母親一起遷居彰化郡南郭庄福吉堂教授漢文。本次受聘事件被當時的台灣社會認為是優秀女性的崛起以及男女平權的代表，因此受到大眾注目。也正因為蔡氏努力追求並且實踐男女平等，突破了傳統漢人或者世界固有的「男尊女卑」的觀念；因此，她特別將其書館命名為「平權軒」，以表達「女界振芳名」之理念。在她遷居彰化前贈別澎湖同窗的詩作中，充分表現了這項進步的思維與期許。

#### 霧峰林家

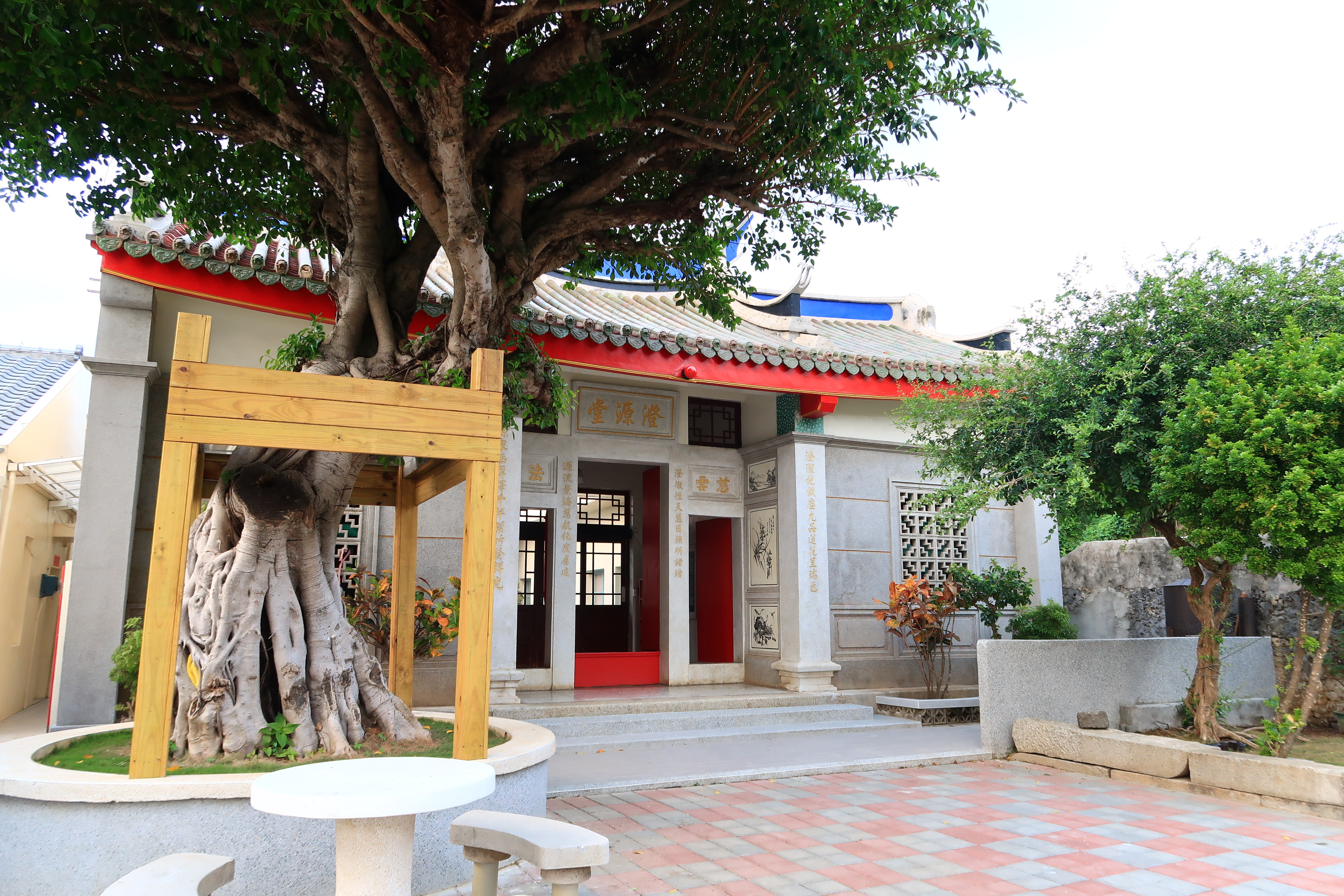
澎湖媽宮澄源堂

蔡旨禪於1927年至霧峰林家擔任女家眷的漢文教師，教授《幼學瓊林》、《唐詩合解》等啟蒙漢學。蔡氏與林獻堂夫婦平時交情十分地好，並於1933年3月受邀參加一新會的週年活動，與蔡培火等知名人士一同吟詠祝賀詩詞。1940年開始，林獻堂開始計畫邀請蔡旨禪加入櫟社，她也於1947年1月16日與洪炎秋等十人正式成為櫟社成員。

### 返鄉與逝世
由於故鄉澎湖的澄源堂在1945年國民政府遷台後，遭到軍人及軍眷侵占。蔡旨禪不忍建物遭受破壞，遂與其兄蔡陣聯手提起訴訟，輾轉歷時多年，直到1956年才終於討回廟堂。1957年，蔡旨禪重返澄源堂出任住持，可惜曠時未久，蔡旨禪便於1958年撒手人寰，繼任住持由蔡旨禪姪女蔡靜修（即蔡陣之女）接任。

## 作品賞析
| 生成五彩大文章，僻島何來此石良？疑是女禍曾煉過，補天剩棄水中央。 堪誇島嶼若崑岡，特產無殊璞玉良。大器一經琢磨就，好同瑚璉共爭光。 — 蔡旨禪，〈澎湖文石〉 華筵盛餞故人情，一唱驪歌別淚傾。珍重吾儕須自愛，總期女界振芳名。 — 蔡旨禪，〈留別芸窗諸妹〉 池心綺閣寂無喧，斜倚雕闌寫彩鴛。寄語吳剛看仔細，摩登禮法本來敦。 — 蔡旨禪，〈美術學校池心閣寫生有作〉 | 樓臺矗立水中央，面面窗紗映月塘。絕好蛙生聽閣閣，儼然有曲奏霓裳。 — 蔡旨禪，〈池心閣偶成〉 而立有三之鷺江，問聞容易故園腔。美專恰切傳神處，盡到太山筆力扛。 乘時女界正鴻龐，熱血成分已滿腔。畫虎癖非馮婦勇，筆刀下際也錚鏦。 — 蔡旨禪，〈失題〉二首 |

## 資料

### 文獻
- 蔡旨禪女史的生平 （页面存档备份，存于）
- 日治時期臺灣傳統文人的女性觀 - 中央研究院-臺灣史研究所
- 《旨禪詩畫集》詩作探析 （页面存档备份，存于）、《旨禪詩畫集》書畫探析 （页面存档备份，存于）、《旨禪詩畫集》詩畫的交互指涉 （页面存档备份，存于）
- 日治時代臺灣女性的故事——真實與虛構的交錯 （页面存档备份，存于）

### 備註
1. ↑  顏其碩、莊東，《澎湖縣志 · 人物志》，72頁。
2. ↑  蔡旨禪，〈誓志〉：
「九齡矢志報親恩，願效北宮嚼菜根。
逐伴皈依猶乳臭，不同紅紫競芳芬。」
3. ↑  葉友石，〈贈蔡旨禪女士〉：
「禪心詩思本天真，福慧修來廿四春。
比似北宮貞孝女，不隨流俗徹環瑱。」
4. ↑  蔡旨禪，〈喜晤錫如先生蒙錄收門下賦此誌感〉：
「公門桃李滿庭隅，別有修桐十二株。
愧我飛飛簾外燕，也隨鸞鳳上高梧。」
5. ↑  蔡旨禪，〈敬呈留鴻夫子誌感〉：
「烹經史，隱逸士，道學風流差可擬。鄭康成，陶淵明，一生詩酒，遙遙兩得名。
門前有柳兼桃李，花木春風都吹被。紅粉生，白衣朋，泥中籬下，雙雙與有榮。」
6. ↑  《臺灣日日新報》第8684號，1924年7月19日，〈西瀛特訊 · 重開擊缽〉：「西瀛吟社……而前課題之〈澎湖文石〉，陽韻七絕，一元歸之陳文石，說者謂名稱其實，一元歸之蔡氏指禪，說者謂女士獲元，尤為僅見……」
7. ↑  顏其碩，〈聞蔡旨禪女史齋堂振鐸吟壇拔幟有感三首〉：
「青山如畫映湖光，韻事傳來喜若狂。多少鬚眉無氣焰，嬌蛙竟屬狀元郎。」
「峰鴻弟子一何賢，壓倒座中白樂天。倘使當年生晉代，謝家詠絮有誰傳？」
「描鸞刺鳳尋常有，設帳傳經自古稀。況是紅顏空色相，如來座下久皈依。」
8. ↑  蔡旨禪，〈失題〉二首。見作品賞析。
9. ↑  《臺灣日日新報》第8707號，大正13年(1924)11月18日，「高雄特訊」〈春秋月旦〉：
「州下有女者三：一為旗後蔡天彰姪女蔡氏月華、一為鳳山王兆雄胞姊王氏淑寬、一為澎湖蔡氏旨禪。該三氏均工韻語，品亦端重。……而王、蔡氏則自幼繡佛持齋、守不字之貞，誠女中之傑出云。」
10. ↑  《臺南新報》第8172號（1924/11/18），5版，「澎湖特訊」，〈齋女修養〉。
11. ↑  蔡旨禪，〈留別芸窗諸妹〉：
「華筵盛餞故人情，一唱驪歌別淚傾。
珍重吾儕須自愛，總期女界振芳名。」
12. ↑  洪炎秋、許文葵、周定山、連德賢、張煥珪、楊國喜、洪元煌、林攀龍、蔡旨禪、王達德等10人於1947年1月26日加入櫟社。
13. ↑  .   [2018-03-21]. （原始内容存档于2018-03-15）.
14. ↑  張, 振崑. . 台北縣: 遠足文化. 2005: 183. ISBN 986763005X.

## 相關連結
- 臺灣記憶臺灣歷史人物小傳--明清暨日據時期>蔡旨禪 （页面存档备份，存于）
- 澎湖美學工作站>澎湖女詩人蔡旨禪
- 蔡旨禪_互動百科 （页面存档备份，存于）
- 澎湖才女蔡旨禪--嵩麟淵明部落格 （页面存档备份，存于）
- 自由時報電子副刊>歐銀釧「時光書簡」 （页面存档备份，存于）
- 全臺詩－智慧型全臺詩知識庫
- 澎湖古典詩賞析
- 台灣論壇：(蔡旨禪)詩作賞析